# Yiğit Gökoğlan
Yiğit İsmail Gökoğlan (Smirne, 5 giugno 1989) è un calciatore turco, centrocampista del Didim Belediye.